# Steiner – Das Eiserne Kreuz, 2. Teil
Steiner – Das Eiserne Kreuz, 2. Teil ist ein Kriegsfilm des Regisseurs Andrew V. McLaglen mit Richard Burton, Rod Steiger, Curd Jürgens und Robert Mitchum in den Hauptrollen. Der Film startete am 1. März 1979 in den bundesdeutschen Kinos. Er ist die Fortsetzung von Steiner – Das Eiserne Kreuz, jedoch in überwiegend anderer Besetzung.

## Handlung
Ostfront Anfang 1944: Feldwebel Steiner soll durch die Sprengung eines Eisenbahntunnels den Vormarsch der Russen erschweren. Das Vorhaben misslingt jedoch, da ein russischer T-34-Panzer den Tunnel noch vor der geplanten Zündung des Sprengsatzes erreicht und drei Kameraden von Steiners Trupp tötet, darunter auch Steiners alten Kampfgefährten Paul Anselm. Steiner zieht sich mit den restlichen Männern zum Bahnhof zurück, den Major Stransky noch als Befehlsstand zu halten versucht. Steiner greift Stransky tätlich an und wirft ihm wütend vor, dass er unfähig sei, Befehle zu geben. Am neuen Sammelplatz erfährt Steiner, dass Stransky nach Paris kommandiert wurde. Der neue Kompaniechef, Hauptmann Berger, fordert Steiner auf, sich beim Divisionskommandeur General Hofmann zu melden. Hofmann versucht, mit Steiner über den Vorfall mit Stransky zu reden. Hofmann, ein Gönner und alter Freund Steiners, bewahrt diesen vor einer Bestrafung, indem er ihn in Urlaub schickt. Steiners Unteroffizier Krüger bringt ihn auf den Gedanken, nach Paris zu fahren. Dort trifft Steiner in einem Café auf Stransky und dessen Begleiterin. Als Stransky abgeholt wird, bittet ihn die Dame, Platz zu nehmen, und nach kurzem Gespräch nimmt sie ihn mit in ihr Appartement.
Als die Alliierten am 6. Juni in der Normandie anlanden, muss Steiner zurück an die Front in ein kleines französisches Dorf, wohin seine alte Einheit von der Ostfront verlegt wurde. Sein alter Kamerad Krüger eröffnet ihm, dass viele Kameraden gefallen seien. Kurze Zeit später taucht Stransky als neuer Bataillonskommandeur im Dorf auf. Als General Hofmann die Verteidigungsanlagen des Dorfs begutachtet, offenbart er Steiner in einer geheimen Unterredung, dass deutsche Offiziere Hitlers Ermordung planen und Steiner mit den Amerikanern ein Waffenstillstandstreffen organisieren soll. In der Nacht schleicht sich Steiner zur Frontlinie, wo er Colonel Rogers auf Patrouille eine Falle stellt und ihn dann bittet, dessen Vorgesetzten, General Webster, von den Umsturzabsichten deutscher Offiziere zu unterrichten.
Rogers berichtet Webster, der zunächst an eine Falle der Deutschen glaubt, die Zeit gewinnen wollen, aber dann doch seine Vorgesetzten unterrichtet. Steiner schickt einen Melder mit einem Brief zu General Hofmann. Als Steiners Melder im Hauptquartier Hofmanns eintrifft, ist dieser bereits von der SS aufgesucht worden. Der General wird vor die Wahl gestellt, hingerichtet zu werden oder Selbstmord mit Gift zu verüben. Hofmann erschießt sich zum Unmut der SS-Leute. Steiners Melder begibt sich, ohne Verdacht zu erregen, zurück zum Dorf. Rogers wartet am Tag des Treffens und greift erst an, als er und sein Fahrer bei einer Spähfahrt beschossen werden. Bei dem Schützen handelt es sich um Steiner, der die Amerikaner so vor einem Hinterhalt bewahren will. Steiner weiß nun, dass die Amerikaner das Dorf dem Erdboden gleichmachen werden. Die Schlacht beginnt mit einem massierten Panzervorstoß der Amerikaner. Stransky hat aber den Dorfplatz verminen lassen und will die Panzer so in die Luft sprengen. Er unterrichtet Steiner von seiner List und lässt die Dorfbewohner auf den Dorfplatz stellen, um dem Gegner ein befriedetes und von Deutschen verlassenes Dorf vorzugaukeln. Als zusätzliche Unterstützung sind getarnte Panzerabwehrkanonen postiert worden. Steiner will Stransky von dem Plan abbringen, wird aber von diesem im Keller angeschossen. In letzter Sekunde kann Steiner die Sprengung verhindern, indem er die Zündkabel herausreißt. Rogers steigt aus seinem Panzer und betritt ein Gebäude, in dem Stransky auf ihn lauert, doch Steiner erschießt Stransky. Als die amerikanischen Panzer das Dorf fast in der Hand haben, geraten sie in das Abwehrfeuer der deutschen Panzerabwehrkanonen. Steiner gerät zwischen die Fronten und rettet Rogers zum zweiten Mal das Leben, als dieser mit seinem Panzer liegenbleibt. Schließlich wirft Steiner seine Waffe fort und ergibt sich den Amerikanern.

## Kritik
„Starbesetzter Action-Kriegsfilm von unglaubwürdiger Abenteuerlichkeit. Ohne jeden Wert für eine Auseinandersetzung mit Zweitem Weltkrieg und Nationalsozialismus.“